# Ostindustrie

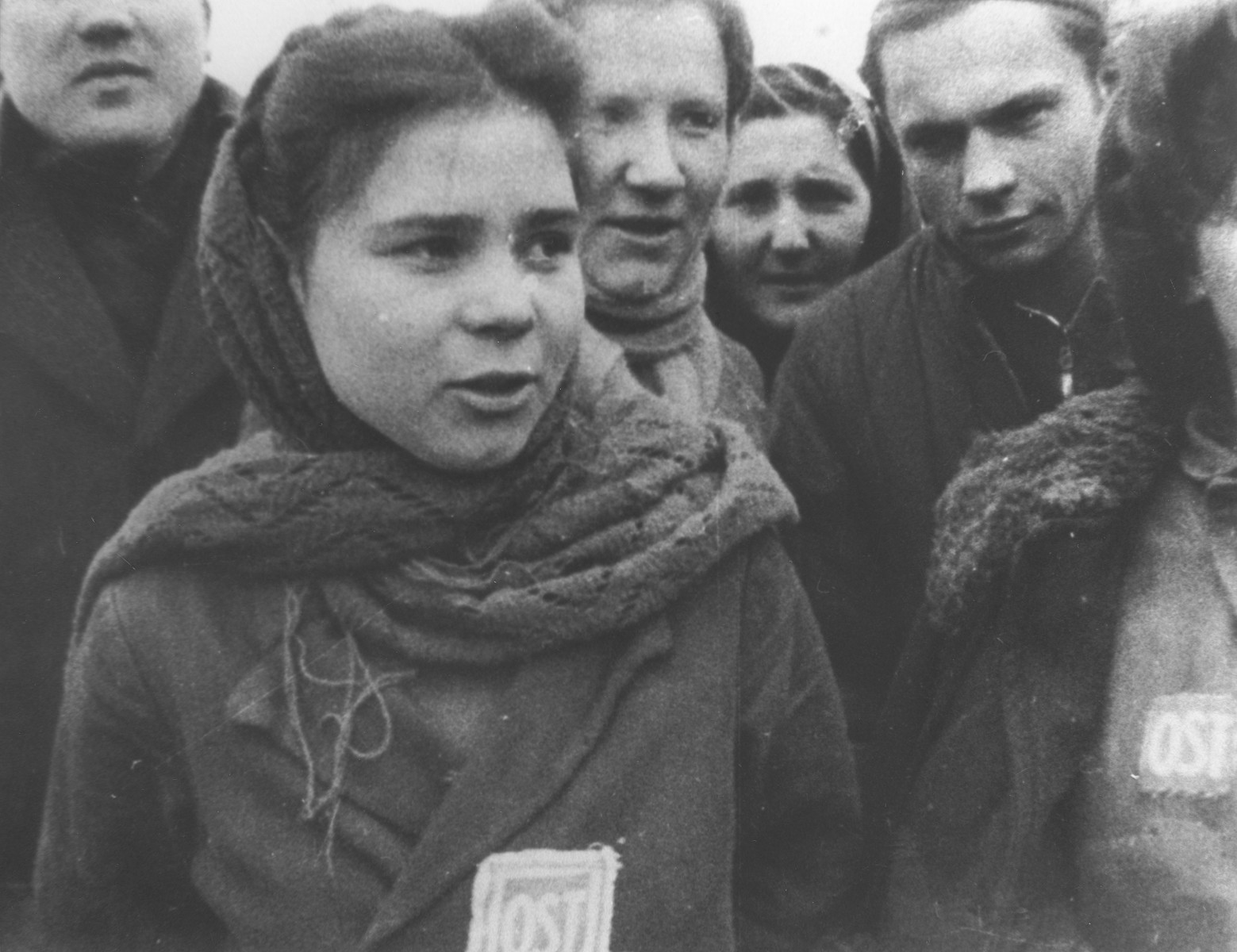
Trabajadora forzada con una insignia Ost-Arbeiter en el antiguo SS Osti Arbeitslager cerca de ŁódŁ, Polonia, enero de 1945.

La SS Ostindustrie GmbH (Industria del Este, abreviada como Osti) fue uno de los muchos proyectos industriales establecidos por las Schutzstaffel (SS) que utilizaba trabajo forzado judío y polaco durante la Segunda Guerra Mundial. Fundada en marzo de 1943 en la Polonia ocupada por Alemania, la Osti operaba empresas industriales judías y polacas confiscadas antes de la guerra, incluidas fundiciones, plantas textiles, canteras y fábricas de vidrio. La Osti estaba encabezada por el SS-Obersturmführer Max Horn, quien estaba subordinado directamente al Obergruppenführer Oswald Pohl de la SS-Wirtschafts-Verwaltungshauptamt (SS-WVHA), el departamento de administración económica de las SS. En su apogeo, unos 16.000 judíos y 1.000 polacos trabajaban para la compañía, internados en una red de campos de trabajo y concentración en el distrito de Lublin del territorio semicolonial del Gobierno General.
El SS-Gruppenführer Odilo Globocnik esperaba convertir a Ostindustrie en una compañía de armamentos, pero abandonó la idea para continuar con la Operación Reinhard. La compañía se disolvió antes de la contraofensiva soviética de 1944. Toda la fuerza laboral esclava de Osti fue exterminada en el proceso de disolución de la compañía, durante la fase más mortal del Holocausto en Polonia.

## Operaciones
Más información: Ostarbeiter y Trabajos forzados en la Alemania nazi
Para el 16 de mayo de 1943, la SS Ostindustrie GmbH controlaba varias fábricas y talleres en toda Polonia, agrupados en cinco Werke activos. Estos incluían una fábrica de vidrio en Wołomin (Werk I), una fábrica de césped en Dorohucza (Werk II), una fábrica de escobas y cepillos en Lublin (Werk III), talleres en Bliżyn, Radom y Tomaszów (Werk IV), y Splitwerk - una agrupación que comprendía una fábrica de zapatos, una fábrica de sastrería, carpintería y ebanistería en la Arbeitslager  de Budzyn, una fábrica de césped en Radom y una fundición de hierro en Lublin (Werk V). En ese momento se estaban construyendo varios Werke adicionales, incluidas fábricas de repuestos de vehículos, en el campo de concentración de Trawniki (Werk VI), trabajos de tierra y piedra en Lublin (Werk VII), una fábrica de sanitarios médicos (Werk VIII), varios talleres de trabajo esclavo en Lemberg, y el Poniatowa Arbeitslager (luego transferido a Többens). A mediados de 1943, Globocnik proyectó que la fuerza laboral de Osti incluyera a unos 45.000 judíos de una red de campos paralelos con la rama principal en Majdanek; sin embargo, la infraestructura física en la región era insuficiente para tales números.

## Disolución
Max Horn creía que el trabajo forzado judío era el camino hacia el futuro, pero sus planes fueron detenidos por los levantamientos del gueto de Varsovia y Białystok, el último de los cuales ocurrió donde las fábricas textiles y de armamento de Ostindustrie estaban programadas para ser reubicadas. A raíz de los levantamientos, y con la guerra en el Frente Oriental volviéndose cada vez más contra Alemania, las SS decidieron eliminar a los trabajadores forzados judíos de Polonia para evitar más disturbios. El 3 de noviembre de 1943, la fuerza de trabajo de Osti fue liquidada en su totalidad en el curso de la Aktion Erntefest, la masacre de judíos más grande de Alemania en toda la guerra, con aproximadamente 43.000 víctimas en todo el Distrito de Lublin disparadas en trincheras antitanques falsas. Posteriormente, Horn se quejó en un informe a Globocnik sobre el resultado de la Aktion Erntefest; él declaró que había hecho a Osti "completamente sin valor a través del retiro [sic] del trabajo judío". La compañía quedó oficialmente extinta en marzo de 1944.